# ミヤマヤブタバコ
ミヤマヤブタバコ（深山藪煙草、学名：Carpesium triste ）は、キク科ガンクビソウ属の多年草。別名、ガンクビヤブタバコ（雁首藪煙草）、マンシュウガンクビソウ。

## 特徴
茎は直立して、高さ40-100cmになり、全体に短毛が密生し、下部には開出する粗い毛が多い。茎の上部は単一かまばらに分枝し、枝は直立する。茎の下部につく葉は互生し、卵状長楕円形で、葉柄を含めて長さ13-20cm、幅3-5cmになり、先端は鋭くとがり、基部は急に細くなって翼のある葉柄となり、縁には不ぞろいな歯状の鋸歯があり、葉質は薄く両面に粗い毛が多い。茎の中部以上につく葉は披針形から線形で、先端も基部もとがる。根出葉は花時には枯れて無くなっているか、または生きて残っている。
花期は8-10月。枝先に下向きに頭状花序をつける。頭花は鐘形で長さ5-6mm、径6-10mmになり、すべて筒状花で雌花と両性花からなり、花冠は汚れた黄色。総苞は鐘形で、総苞片はすべて同じ長さ、外片は線形で緑色の草質、中片は先端だけが草質で反り返り、内片は乾膜質で直立する。総苞直下に線形の苞状葉が多数あり、形、大きさは一定しない。果実は痩果で、縦溝がある円柱形で長さ3.5mmになり、腺があって粘り、冠毛はない。

## 分布と生育環境
日本では、北海道、本州、四国、九州に分布し、山地の林内に生育する。近畿地方以西での分布はまれで、国外では朝鮮半島、中国大陸に分布する。

## 名前の由来
和名ミヤマヤブタバコの「ミヤマ（深山）」は、山地の林内に生えるからであり、「ヤブタバコ（藪煙草）」は、葉のようすが同属の一年草～越年草であるヤブタバコに似ることによる。また、別名のガンクビヤブタバコの「ガンクビ（雁首）」は、頭花がうつむいてつくようすがキセルの雁首に似ていることによる。

## ギャラリー
- 線形の苞状葉が多数あり、大きさ長さは不ぞろい。